# フィデリア・ブリッジス

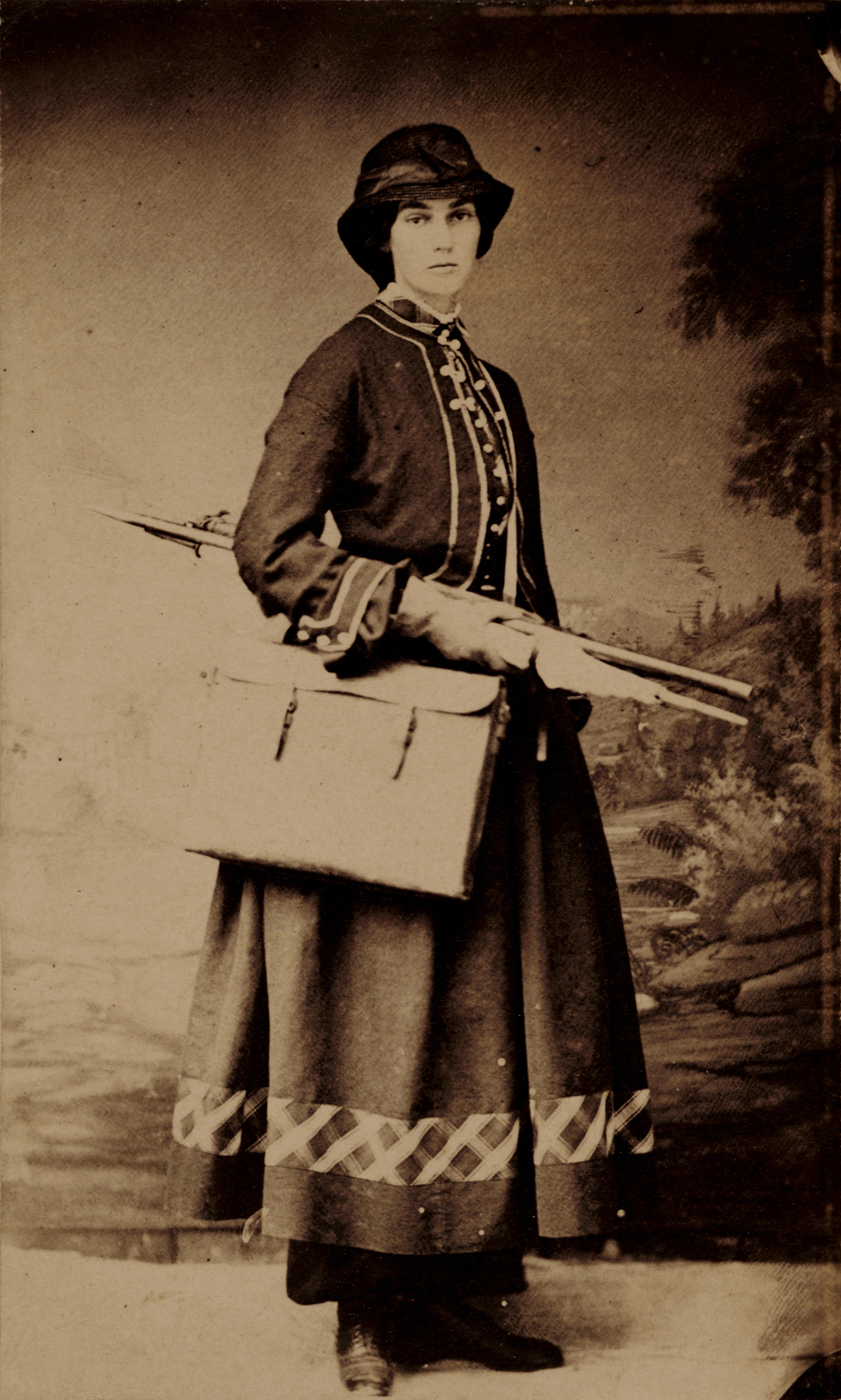
写生道具を携えたブリッジス

フィデリア・ブリッジス（Fidelia Bridges、1834年5月19日 - 1923年5月14日）はアメリカ合衆国の画家、イラストレーターである。鳥や花のある風景を描いた。水彩画でも評価された。アメリカ水彩画協会(American Watercolor Society)の初期の女性会員であった。

## 略歴
マサチューセッツ州のセイラムで、商船の船長の娘に生まれた 。15歳になった1949年に父親と母親が相次いで亡くなり、教師をしていた姉のエルザが4人の兄弟の生活を支えた。フィデリア・ブリッジスは病気になり、療養中に絵を描き始め、彫刻家で美術学校を開いていたアン・ホイットニー(Anne Whitney: 1821-1915)と知り合った。病気から回復後、セイラムの船主で実業家の家の住み込みの家政婦になり、雇い主がニューヨークに移るとブリッジスもニューヨークに移った。ブリッジスの2人の姉もニューヨークに移り1854年に長女のエルザはニューヨークに学校を開き、1856年にエルザが肺炎で亡くなると、もう一人の姉のエリザベスと学校を引き継いだ。
絵を学ぶために、学校で教えるのを止め、アン・ホイットニーの勧めで、1860年にフィラデルフィアのペンシルベニア美術アカデミーに入学した 。風景画家のウィリアム・トロスト・リチャーズ(1833-1905)に学び、その家族とも非常に親しくなった。1862年までにフィラデルフィアにスタジオを開き、リチャーズらとペンシルベニア州やニュージャージー州をスケッチ旅行した。リチャーズはアメリカ合衆国における「ラファエル前派」の運動の美術団体、「Society for the Advancement of Truth in Art」の会員にもなった画家で、ブリッジスに強い影響を与えた。
ペンシルベニア美術アカデミーの展覧会に出展し、リチャーズに紹介されて、美術館の学芸員や美術家のパトロンたちに紹介され、何人かのパトロンはブリッジスの作品を購入した。1865年にニューヨークに戻り、ブルックリンの元の雇い主の邸の最上階にスタジオを開き、アン・ホイットニーとボストン生まれの画家アデライン・マニング(Adeline Manning: 1836-1906)もブルックリンで活動していた。
南北戦争の後、ホイットニー、マニングと1年間、ローマに滞在した。1868年の秋に帰国し、ナショナル・アカデミー・オブ・デザインの展覧会に作品を出展した。作品は人気を得て、1873 年にナショナル・アカデミー・オブ・デザインの準会員に選ばれた。翌年、アメリカ水彩画家協会の唯一の女性会員に選ばれた。
1876年のフィラデルフィア万国博覧会の展覧会にも出展した。作品は複製版画にされ出版された。雑誌「Scribner's Monthly」に連載された博物学者、随筆家のジョン・バローズ(John Burroughs) の随筆の挿絵など、書籍の挿絵や、グリーティング・カードのデザインもした。1879年から1980年にはイギリスも旅した。1883年から作家のマーク・トウェインの3人の娘の家庭教師として1年ほど働いた。1893年のシカゴ万国博覧会の女性館で開かれた展覧会にも出展した。
1892 年にコネチカット州のカナン(Canaan)に移り、仕事を続け、1923年にそこで亡くなった。

## 作品

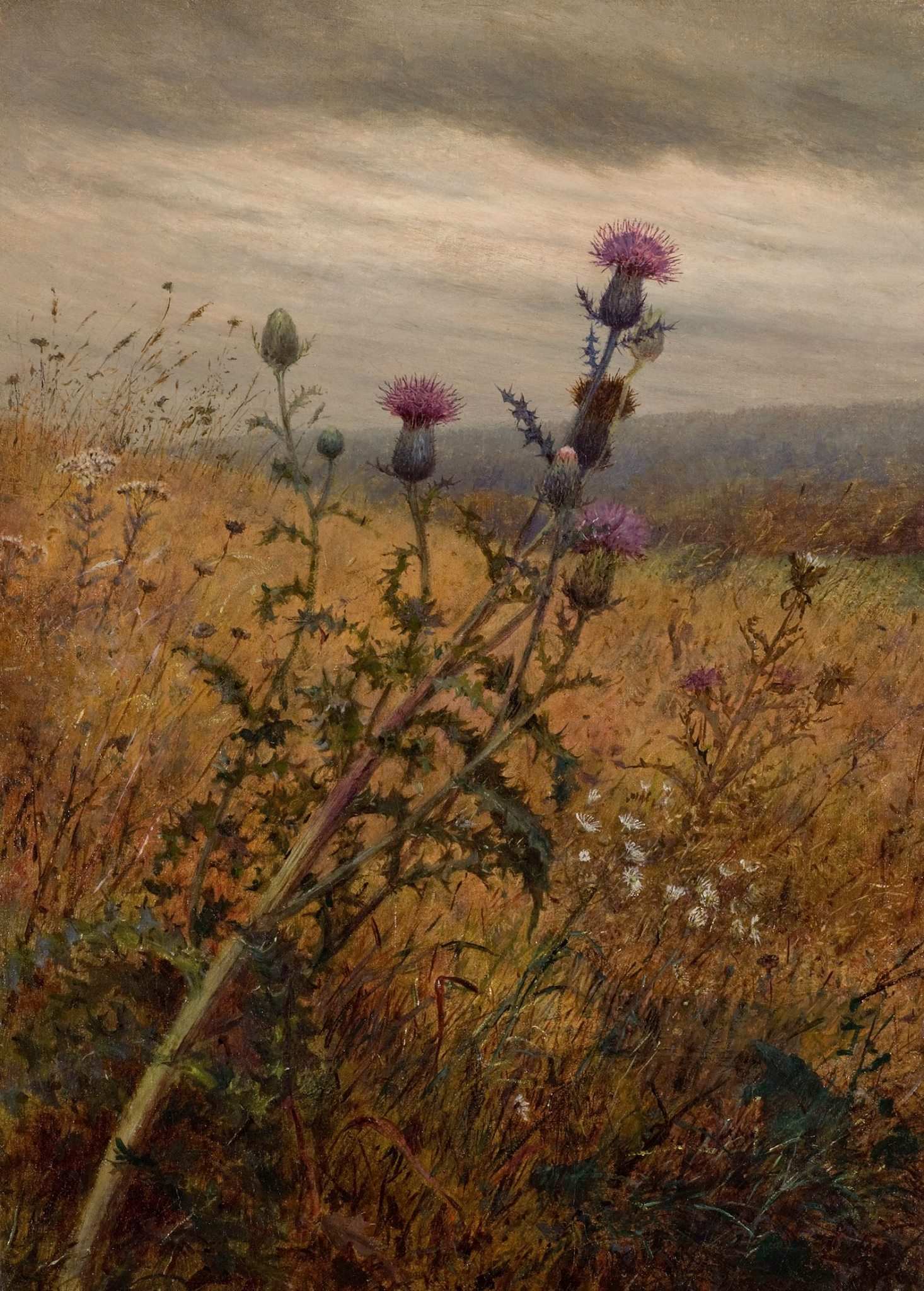
野原のアザミ (1875)
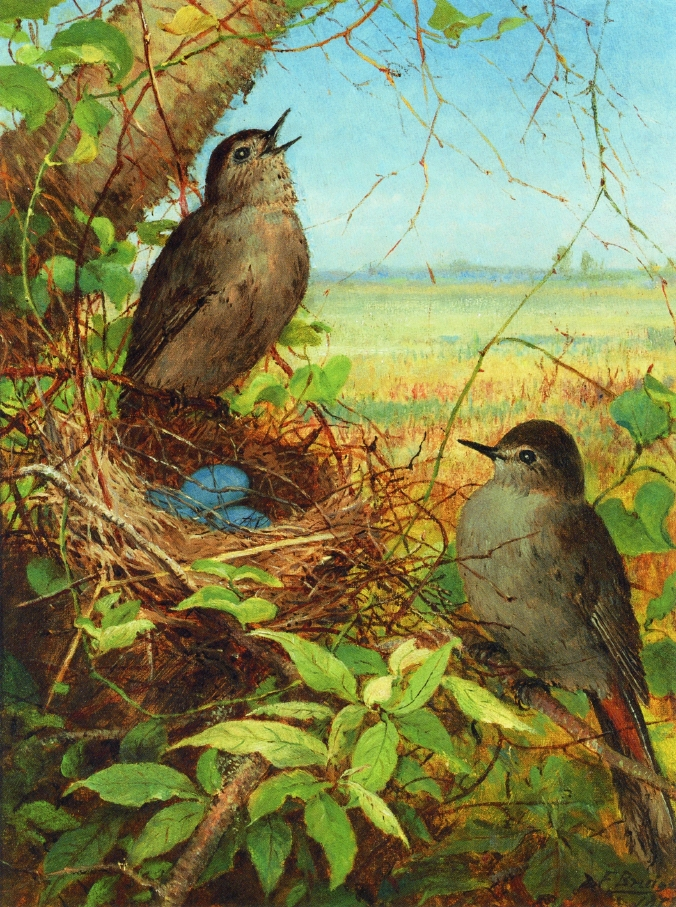
ツグミの巣(1878)
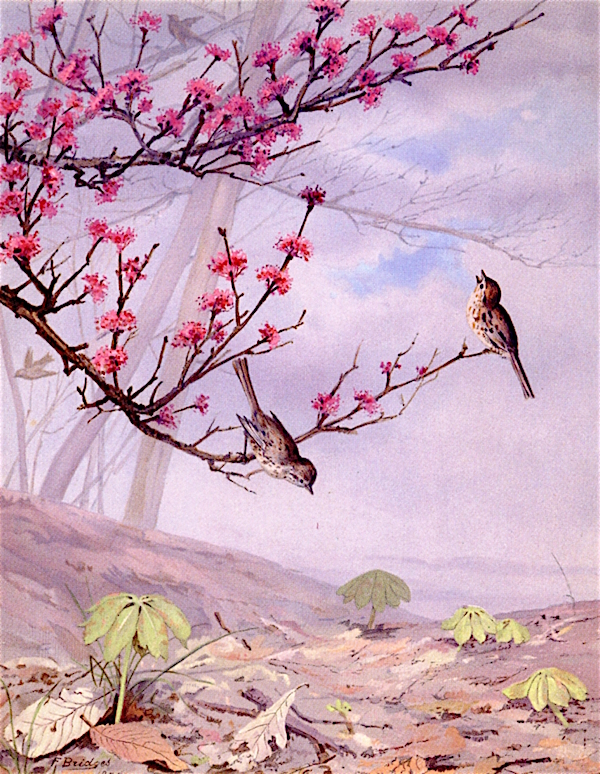
12枚の鳥の版画のシリーズの1枚
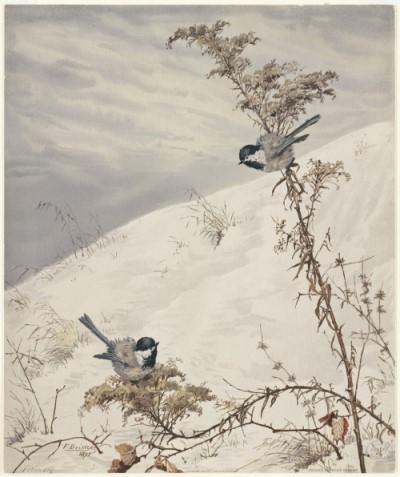
12枚の鳥の版画のシリーズの1枚